# Regie

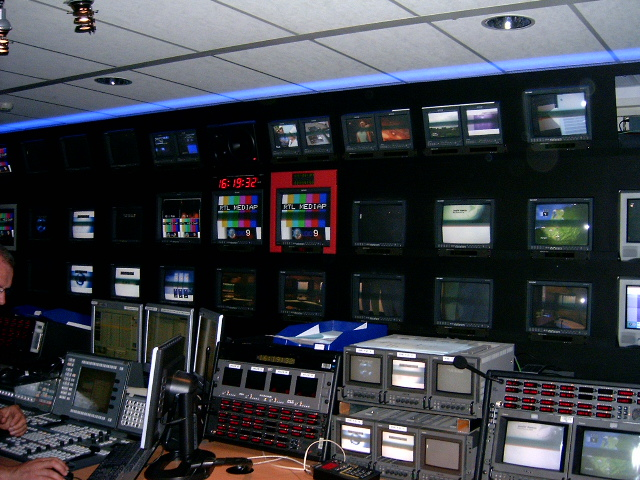
Fernseh-Regie Studio

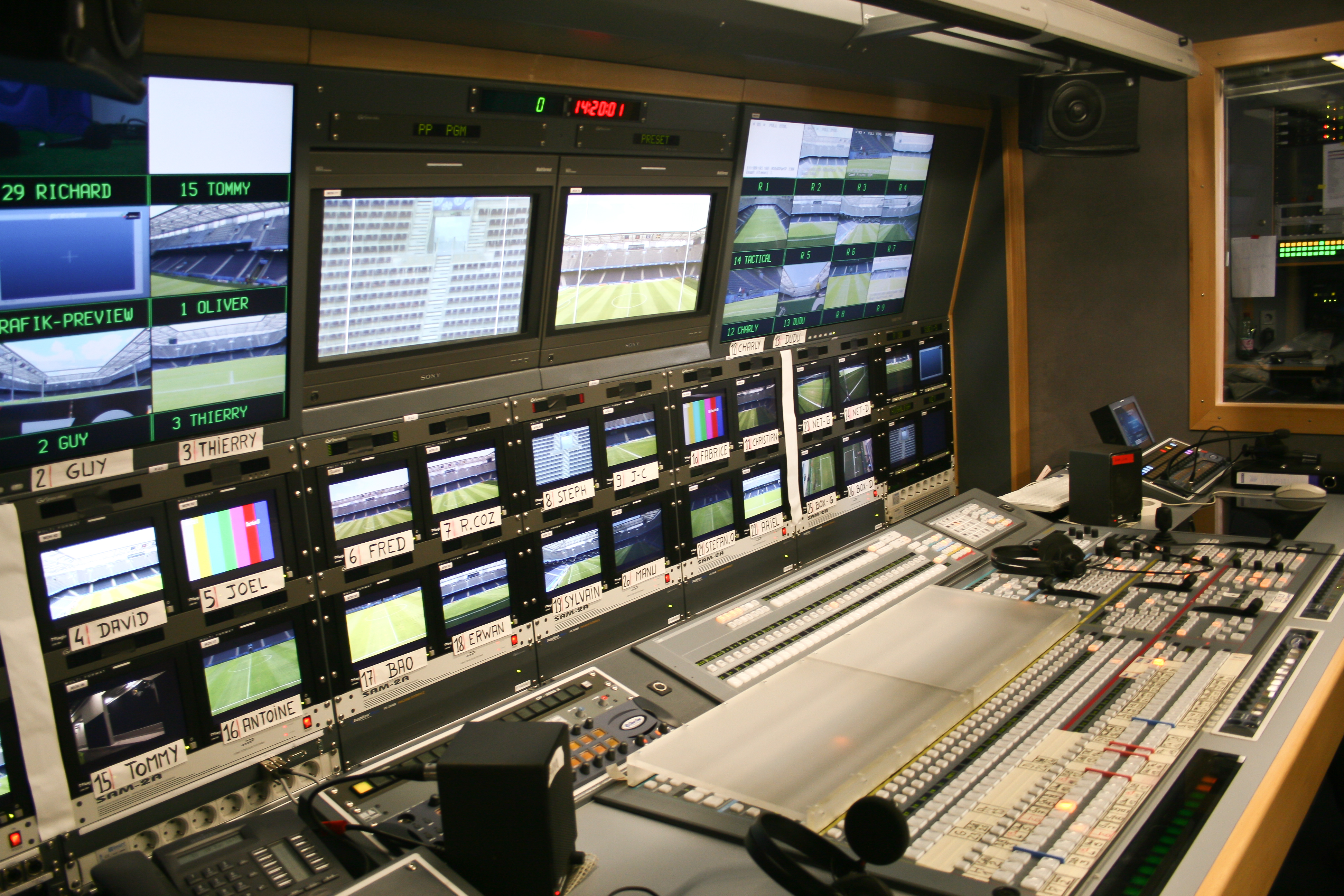
Liveübertragung von der Fußball-Europameisterschaft 2008

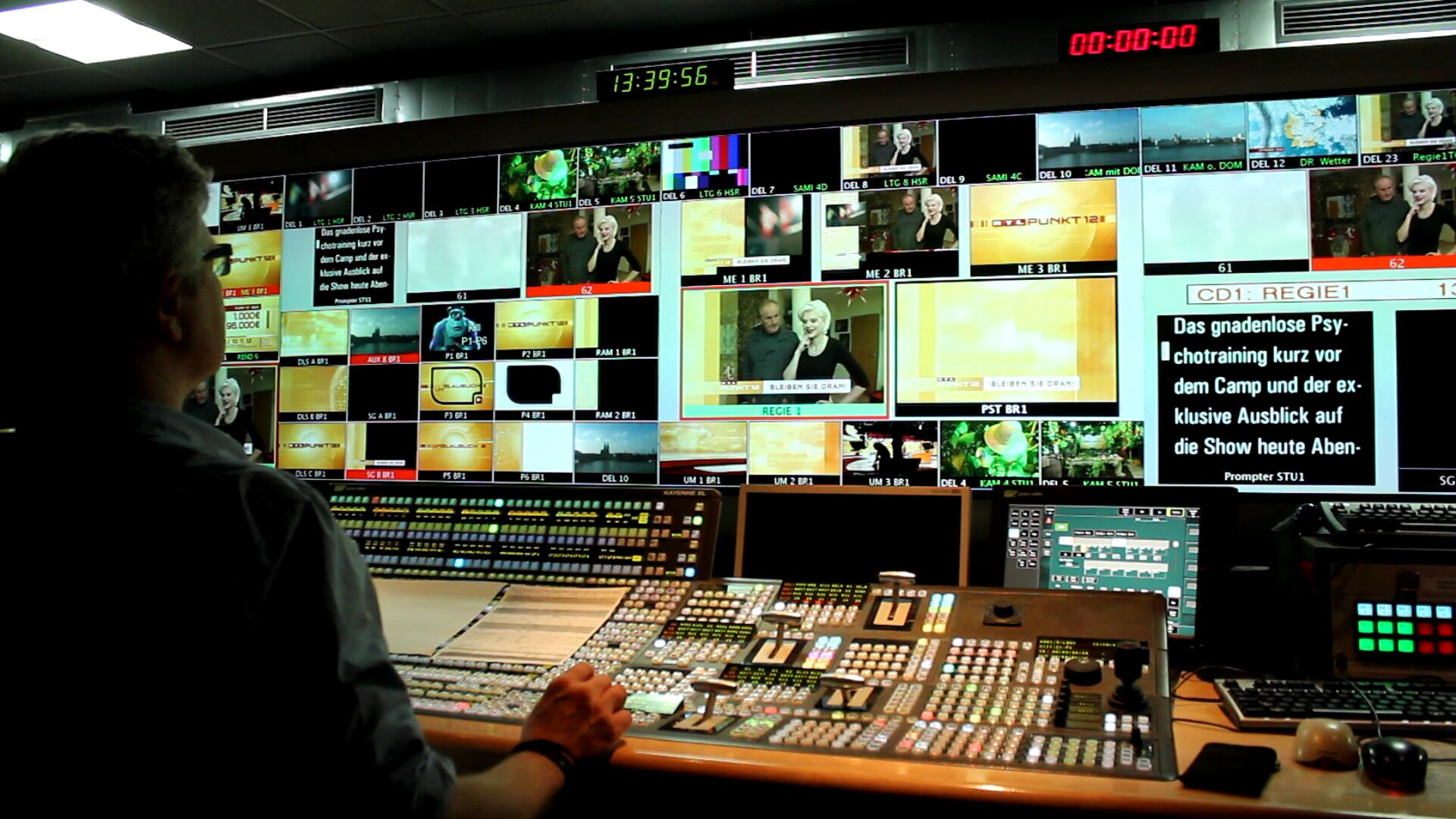
Regie des Privatsenders RTL, hier bei der Ausstrahlung von „Punkt 12“

Regie (frz. régie „verantwortliche Leitung“; lat. regere „regieren“) oder Spielleitung ist die verantwortliche Leitung durch einen Regisseur, auch Spielleiter genannt. Jener gestaltet eine Aufführung oder Sendung in der Darstellenden Kunst wesentlich, also bei Theater, Oper, Film, Hörfunk und Fernsehen. Dies umfasst die Werkdeutung (Interpretation) sowie die künstlerische, organisatorische und administrative Leitung der Einstudierung und Darstellung eines Werks durch die ausführenden Künstler (Inszenierung, Film oder Sendung).
„Regieanweisungen“ sind jedoch nicht die Anweisungen des Regisseurs, sondern die des Autors im vorliegenden Text oder Drehbuch.

## Ursprung
Ursprünglich bezeichnete Regie eine indirekte Steuer im Wirtschaftssystem des Feudalismus. Im künstlerischen Bereich wurde der Begriff vermutlich erstmals in den Mannheimer Theaterprotokollen von 1785 benutzt, bezeichnete dort aber eher die Tätigkeit des Inspizienten.

## Theaterregie
Die Formen und Arbeitsweisen der Theaterregie können sehr unterschiedlich sein. Sie hängen in hohem Maße von der Organisationsform des jeweiligen Theaters ab (institutionelles Staats- oder Stadttheater, Freie Gruppe usw.) und reichen von der alleinigen künstlerischen Verantwortung des Regisseurs bis zu kollektiven Formen der Arbeit, bei denen alle Beteiligten Aufgaben der Regie übernehmen.

### Geschichte der Theaterregie
Theaterregie im heutigen Verständnis wird erst seit dem Ende des 19. Jahrhunderts praktiziert. Vorher kannte das Theater eine solche interpretatorische und gestalterische Funktion nicht. Die Aufgabe des Regisseurs betraf lediglich die Organisation der äußeren Abläufe einer Aufführung. Zwar gab es bereits im Theater der griechischen Antike die Choregen, die bestimmte Aufgaben in der Organisation und Probenarbeit übernahmen, aber eine künstlerisch gestaltende Rolle spielten sie nicht. Die Einstudierung der Stücke übernahmen die Dichter selbst. Im deutschen Sprachraum ist die Bezeichnung Regisseur als Beschreibung für eine Tätigkeit an den großen Hof- und Nationaltheatern erstmals im letzten Drittel des 18. Jahrhunderts nachgewiesen. Die Regisseure jener Zeit waren ausnahmslos ältere Schauspieler, die zusätzlich zu ihrer Bühnentätigkeit organisatorische und administrative Aufgaben übernahmen. Das Bühnengeschehen jedoch wurde von den Schauspielern selbst bestimmt, zu deren Professionalität es gehörte, eine Rolle wirkungsvoll zu verkörpern.
Im 19. Jahrhundert entwickelte sich die Bühnentechnik rasant; die Bedürfnisse des Publikums nach einer überzeugenden Illusion im Theater wurden durch ausgefeilte Bühnenprospekte (zum Beispiel bei den Meiningern) und zunehmend raffinierte Bühnenbeleuchtung bedient. Zugleich änderte sich der Stil der Schauspielkunst. Mit aufkommendem Realismus und Naturalismus entstand die Tendenz zu einer lebensechten, wahrhaftigen Darstellung der Figuren durch die Schauspieler. Diese komplexen Aufgaben zu bündeln und mit Inspiration voranzutreiben, war fortan die Aufgabe des Theaterregisseurs. Es entstand ein Verständnis von Theaterregie im Sinne der Autorschaft einer Inszenierung, die die Handschrift des Regisseurs trägt und eine gewisse Autonomie gegenüber der literarischen Vorlage erlangt. Regisseure, die dieses Bild durchsetzen halfen, waren beispielsweise Otto Brahm und Max Reinhardt. Zum Symbol für die gestaltende Kraft der Regie, die ein sattsam bekanntes Stück wie Shakespeares Ein Sommernachtstraum zu einem nie so gesehenen Erlebnis macht, wurde Max Reinhardts Inszenierung dieses Stückes. „Der Sommernachtstraum war deshalb ein Ausgangspunkt, weil Reinhardt hier seine Idee vom festlichen, prangenden, leichten und spielerischen Theater zum ersten Mal komplett verwirklicht, seine Mittel erprobt und sich als ihr Herr erkannt hatte. Epochemachend wurde: Reinhardt betrieb und manifestierte hier die Emanzipation des Regisseurs. Der Kontrolleur des Spielvorgangs wandelte sich zu seinem Schöpfer.“ Um 1900 plädierten zahlreiche Theoretiker dafür, das Theater vollständig aus der Bindung an das Drama zu befreien (etwa Edward Gordon Craig und Adolphe Appia) und ein autonomes Theaterkunstwerk zu schaffen, das ohne literarischen Autor auskommt und allein das Werk des Regisseurs ist.
Letztlich verlief die Theaterentwicklung in Europa anders, aber die Anerkennung, dass die Inszenierung eine eigenschöpferische, autonome Leistung des Regisseurs – und nicht lediglich eine nachgeordnete Interpretation des literarischen Werkes – ist, hat sich allgemein durchgesetzt. Insofern ist der häufig pejorativ gebrauchte Begriff „Regietheater“ ein Pleonasmus, weil heute (zumindest im europäischen institutionalisierten Theater) keine Inszenierung mehr ohne das integrative Wirken eines Regisseurs denkbar ist. Es gibt jedoch in Deutschland keine juristische Regelung, die ein Urheberrecht des Regisseurs an seiner Inszenierungen bestätigt. Auch die Freiheit des Regisseurs gegenüber der literarischen Vorlage ist ein heiß umstrittenes Thema, wie das Verbot der Baal-Inszenierung von Frank Castorf am Residenztheater München durch die Brecht-Erben zeigte.
Für die Oper war es der Komponist und Dirigent Gustav Mahler, der als 1. Kapellmeister und Direktor der Wiener Hofoper zwischen 1900 und 1907 einen entscheidenden Durchbruch zur modernen Regie leistete. In Zusammenarbeit mit dem Szenographen Alfred Roller setzte Mahler in Bezugnahme auf Richard Wagners Idee vom Gesamtkunstwerk die inhaltliche Einheit von musikalischer und szenischer Gestaltung durch.

### Heutige Theaterregie in institutionellen Theatern
Im institutionellen Theater ist die Regie heute die entscheidende künstlerische Kraft bei der Erarbeitung einer Inszenierung. Der Regisseur arbeitet eng mit allen Beteiligten zusammen, fällt aber letztendlich die wesentlichen Entscheidungen. In seiner Hand laufen alle Prozesse zusammen. Neben Fantasie und Kreativität sind deshalb technisches Verständnis, Organisationstalent und vor allem Durchsetzungsvermögen wichtige Eigenschaften eines Theaterregisseurs.
Der Prozess der Regiearbeit ist nicht einheitlich und in seinem Ablauf nicht strikt festgelegt; er hängt in hohem Maße von den Arbeitstechniken und -gewohnheiten der beteiligten Künstler ab. Dennoch lassen sich bestimmte Abschnitte des Produktionsprozesses beschreiben, die für fast alle Regie-Arbeiten zutreffen. Der erste Schritt bei der Erarbeitung einer Inszenierung ist die inhaltliche und organisatorische Vorbereitung des Probenprozesses. Dazu gehören Recherchen zum Stück bzw. zum Thema der Inszenierung, die in der Regel in Zusammenarbeit mit dem Dramaturgen geleistet werden. Häufig erstellt der Dramaturg eine Strichfassung des Stückes, die mit dem Regisseur abgestimmt wird und schon bestimmte konzeptionelle Akzente setzt. An deutschen Staats- und Stadttheatern wird auch die Besetzung des Spielensembles mit dem Dramaturgen vorbereitet und mit der jeweiligen künstlerischen Leitung des Theaters abgestimmt.
Des Weiteren umfasst die Vorbereitung die Diskussion mit den Verantwortlichen für Bühnen- und Kostümbild, die eng mit dem Regisseur zusammenarbeiten und ein Bühnenbild bzw. Figurinen für die Kostüme entwickeln. In der Oper gehört auch die Abstimmung über inhaltlich− interpretatorische Ziele mit dem Dirigenten der Aufführung zu den vorbereitenden Arbeiten. Dann wird in der Regel ein Probenplan erstellt, der den Probenprozess bis zur Premiere strukturiert.
Die Probenarbeit beginnt mit einer Lese- bzw. Konzeptionsprobe, in der der Regisseur dem Ensemble seine inhaltlich-konzeptionellen Absichten erläutert. Der Bühnenbildner stellt das Bühnenbild vor – häufig in Gestalt eines maßstabsgerechten Modells – und der Kostümbildner erläutert die Figurinen. In der Regel wird danach das gesamte Stück vom Spielensemble gelesen.
In den Proben erarbeitet der Regisseur gemeinsam mit den Schauspielern bzw. Sängern Schritt für Schritt szenische Lösungen für die Inszenierung. Die Aufgabe des Regisseurs ist es dabei, alle künstlerischen Beteiligten zu kreativen Partnern zu machen.  In der Regel unterbreitet der Regisseur Vorschläge, was die konkrete Umsetzung einer Szene betrifft. Es gibt jedoch auch Regisseure, die das zunächst nicht oder nur höchst sparsam tun, um die Schauspieler/Sänger zur Kreativität und Eigenverantwortlichkeit zu ermuntern. Sie geben nichts vor, sondern bewerten die Vorschläge und Angebote der Schauspieler und wählen diejenigen aus, die für die konzeptionellen Absichten am fruchtbarsten sind. Die Vorstellung, Theaterregie sei eine Art Dressurakt, bei der die Schauspieler/Sänger keinerlei Mitspracherecht haben, gehört eindeutig der Vergangenheit an. Eine fruchtbare Atmosphäre herzustellen und das Zusammenspiel der individuellen Fähigkeiten der Schauspieler/Sänger so zu organisieren, dass keine unproduktiven Konflikte entstehen, verlangt vom Regisseur Einfühlungsvermögen und psychologisches Geschick.

Zunächst finden die Proben meist in einer markierten Dekoration auf einer Probebühne statt.

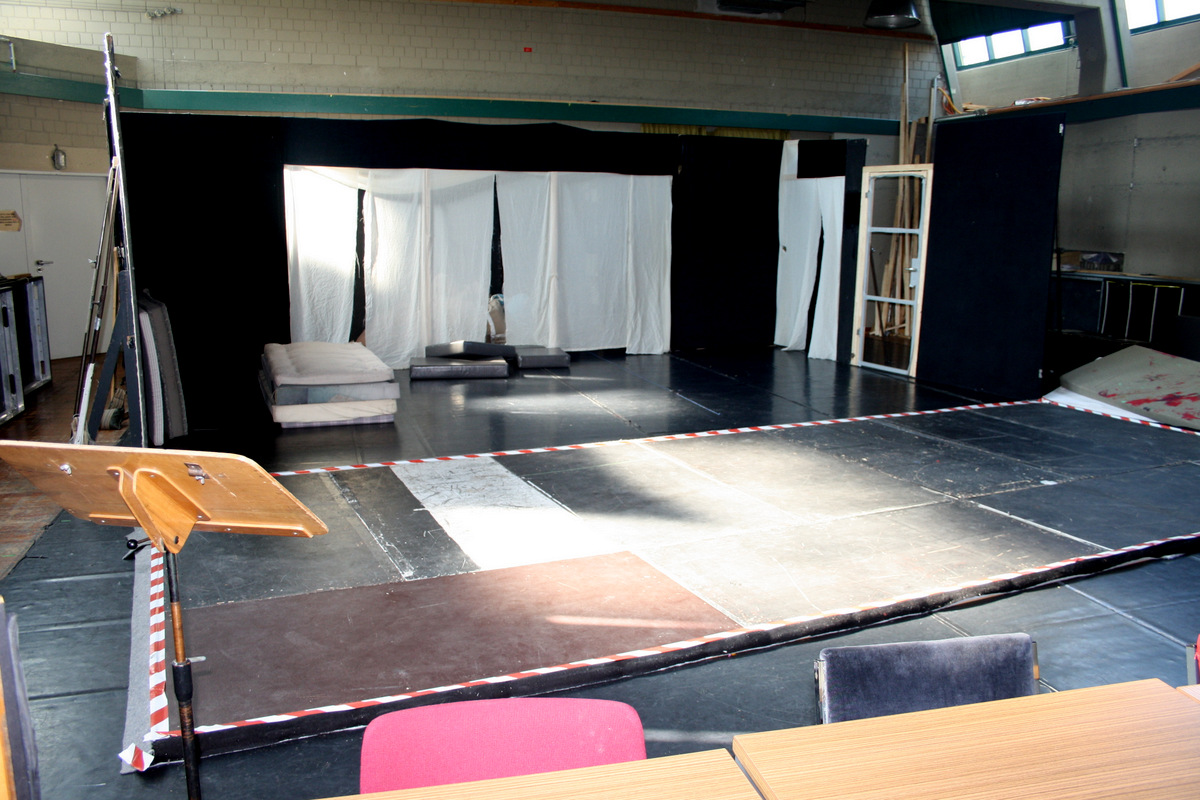
Probendekoration Theater

In der Oper werden diese Proben lediglich mit Klavier begleitet; das Orchester probt separat. Später wechselt man auf die eigentliche Bühne. Hier werden nach einiger Zeit Teilabläufe und schließlich komplette Durchläufe der gesamten Inszenierung geprobt, um den Rhythmus festzulegen, Szenen evtl. zu straffen und den Erzählfluss auf Logik und Stringenz zu überprüfen. Wichtiger Gesprächspartner für den Regisseur ist bei diesen Proben der Dramaturg, der dem Regisseur mit seiner Beschreibung des Probenergebnisses ein möglichst objektives feedback geben sollte.
Der Endprobenprozess beginnt mit der Technischen Einrichtung, bei der das originale Bühnenbild aufgebaut wird, gefolgt von den Beleuchtungsproben, auf der alle Beleuchtungs−„Stimmungen“ erarbeitet werden. Es folgen die Hauptproben (in der Oper: Orchesterhauptproben), bei denen Akteure, Bühnenbild, Kostüme, Maske, Licht, Ton, Spezialeffekte usw. in ihrem Zusammenwirken geprobt werden. Der Regisseur Peter Zadek beschreibt, es sei das Schwierigste bei Endproben, „die Inszenierung zu erhalten und sie nicht von der Technik zerstören zu lassen.“ Diese Koordination der technischen mit den künstlerischen Abläufen ist einer der anfälligsten Momente im Probenprozess – nicht zuletzt deshalb, weil die Endproben in ihrem Ablauf streng festgelegt sind und es kaum Zeit für große Korrekturen gibt, wenn sich herausstellt, dass etwas nicht funktioniert. Häufig sind die Schauspieler/Sänger durch das Hinzukommen des technischen Apparates zunächst verunsichert. Sogar schon lange fixierte Probenergebnisse können sich plötzlich verschlechtern. Hier ist es die Aufgabe des Regisseurs, psychologisch stabilisierend zu wirken und die Lösung technischer Probleme möglichst von den ausübenden Künstlern fernzuhalten. Die Generalprobe soll in der Regel ablaufen wie eine Vorstellung, das heißt ohne Unterbrechungen durch den Regisseur. Mit der Premiere ist der Arbeitsprozess abgeschlossen. Die künstlerische Betreuung der Vorstellungen übernimmt meist ein Regieassistent oder ein Abendspielleiter.

## Filmregie
Regie steht für verantwortliches Leiten („in eigener Regie“, d. h. eigenständiges), Verwalten und Managen. Bei Film und Fernsehen kommt der Technik in der Regiearbeit ein größeres Gewicht zu als im Theater.

## Ausbildung und Studium
Eine Ausbildung oder Studium im Regiefach wird an staatlichen Film- und Theaterhochschulen sowie an privaten Institutionen angeboten. Eine zum Teil mehrtägige Aufnahmeprüfung ist der Regelfall. Das Erlernen der notwendigen Fähigkeiten über Hospitanzen, Regieassistenzen oder Volontariate ist üblich und gehört mitunter zu den Zugangsvoraussetzungen für die Aufnahme an den entsprechenden Hochschulen. Theater- bzw. Filmregie kann u. a. an folgenden Institutionen studiert werden:
- Akademie für Darstellende Kunst Baden-Württemberg, Ludwigsburg (Theaterregie)
- Filmakademie Baden-Württemberg, Ludwigsburg (Filmregie)
- Filmuniversität Babelsberg „Konrad Wolf“, Potsdam / Medienstadt Babelsberg (Filmregie)
- Hochschule für Musik und Darstellende Kunst Frankfurt am Main (Theaterregie)
- Bayerische Theaterakademie August Everding, (Regie Schauspiel und Musiktheater)
- Hochschule für Musik und Theater Hamburg (Regie Musiktheater, Regie Schauspiel)
- Hochschule für Schauspielkunst „Ernst Busch“, Berlin (Theaterregie)
- Zürcher Hochschule der Künste, Zürich (Filmregie, Theaterregie)